# Peter Mensah
Peter Mensah (Accra, 27 agosto 1959) è un attore canadese di origini ghanesi.
È conosciuto principalmente per i suoi ruoli nei film L'ultima alba e 300 e per il ruolo del maestro Enomao nella serie televisiva Spartacus e nella miniserie Spartacus - Gli dei dell'arena.

## Biografia
Peter Mensah nasce ad Accra, in Ghana, da genitori appartenenti alla tribù Ashanti. In giovane età si trasferì nella contea di Hertfordshire, in Inghilterra, con suo padre (un ingegnere), sua madre (una scrittrice) e due sorelle più giovani. Si avvicinò alla recitazione grazie ad alcune esperienze con piccole compagnie teatrali. Dopo la laurea ha viaggiato molto per l'Europa ed infine si trasferì in Canada, dove iniziò a praticare seriamente il lavoro di attore.

### Carriera
La carriera di Mensah inizia nel 1995, con un'apparizione in un episodio della serie televisiva Nancy Drew. Dal quel momento in poi inizia a recitare sia in film che in serie televisive. Tra le serie in cui è apparso sono da ricordare Nikita, Highlander: The Raven, Pianeta Terra - Cronaca di un'invasione, Relic Hunter, Blue Murder, Witchblade, Tracker, Star Trek: Enterprise e Terminator: The Sarah Connor Chronicles, mentre per quanto riguarda i film vanno ricordati La mossa del diavolo (2000), Harvard Man (2001), Jason X - Il male non muore mai (2001), L'ultima alba (2003), Hidalgo - Oceano di fuoco (2004), 300 (2006) e L'incredibile Hulk (2008).
Nel 2009 partecipa al colossal di James Cameron Avatar, nel ruolo del capo del clan dei cavalli, mentre nel 2010 entra a far parte del cast principale di Spartacus nel ruolo di Enomao; è inoltre apparso, sempre nello stesso ruolo, anche nel prequel Spartacus - Gli dei dell'arena.

## Filmografia

### Attore

#### Cinema
- Scatti pericolosi (Striking Poses), regia di Gail Harvey (1999)
- Bruiser - La vendetta non ha volto (Bruiser), regia di George A. Romero (2000)
- La mossa del diavolo (Bless the Child), regia di Chuck Russell (2000)
- The Perfect Son, regia di Leonard Farlinger (2000)
- Harvard Man, regia di James Toback (2001)
- Jason X - Il male non muore mai (Jason X), regia di James Isaac (2001)
- Triggermen, regia di John Bradshaw (2002)
- Cypher, regia di Vincenzo Natali (2002)
- L'ultima alba (Tears of The Sun), regia di Antoine Fuqua (2003)
- Oceano di fuoco - Hidalgo (Hidalgo), regia di Joe Johnston (2004)
- 300, regia di Zack Snyder (2006)
- L'incredibile Hulk (The Incredible Hulk), regia di Louis Leterrier (2008)
- Avatar, regia di James Cameron (2009)
- 300 - L'alba di un impero (300: Rise of an Empire), regia di Noam Murro (2014)
- Il Re Scorpione 5 - Il libro delle anime (The Scorpion King: Book of Souls), regia di Don Michael Paul (2018)
- Snake Eyes: G.I. Joe - Le origini (Snake Eyes: G.I. Joe Origins), regia di Robert Schwentke (2021)
- Il gladiatore II (Gladiator II), regia di Ridley Scott (2024)
- Trust, regia di Carlson Young (2025)

#### Televisione
- Nancy Drew – serie TV, episodio 1x01 (1995)
- Once a Thief – serie TV, episodio 1x05 (1997)
- Exhibit A: Secrets of Forensic Science – serie TV, episodio 1x05 (1997)
- Nikita (La Femme Nikita) – serie TV, episodio 2x10 (1998)
- Il coraggio di una donna (The Long Island Incident), regia di Joseph Sargent – film TV (1998)
- F/X - The Illusion (F/X: The Series) – serie TV, episodio 2x16 (1998)
- Pianeta Terra - Cronaca di un'invasione (Earth: Final Conflict) – serie TV, 2 episodi (1998-1999)
- Highlander: The Raven – serie TV, episodio 1x12 (1999)
- The Golden Spiders: A Nero Wolfe Mystery, regia di Bill Duke – film TV (2000)
- Twitch City – serie TV, episodio 2x01 (2000)
- Una vita per la libertà (Enslavement: The True Story of Fanny Kemble), regia di James Keach – film TV (2000)
- Relic Hunter – serie TV, episodio 2x09 (2000)
- The City – serie TV, episodio 2x06 (2000)
- Blue Murder – serie TV, 2 episodi (2001)
- Nero Wolfe (A Nero Wolfe Mystery) – serie TV, 3 episodi (2001)
- Witchblade – serie TV, 2 episodi (2001-2002)
- Tracker – serie TV, episodio 1x11 (2002)
- Conviction, regia di Kevin Rodney Sullivan – film TV (2002)
- Star Trek: Enterprise – serie TV, 2 episodi (2005)
- Terminator: The Sarah Connor Chronicles – serie TV, 2 episodi (2008)
- Spartacus – serie TV, 23 episodi (2010-2013)
- Spartacus - Gli dei dell'arena (Spartacus: Gods of the Arena) – miniserie TV, 6 episodi (2011)
- True Blood – serie TV, 8 episodi (2012)
- Burn Notice - Duro a morire (Burn Notice) – serie TV, episodio 7x08 (2013)
- Sleepy Hollow – serie TV, 12 episodi (2015-2016)
- Midnight, Texas – serie TV, 19 episodi (2017-2018)
- Agents of S.H.I.E.L.D. – serie TV, 6 episodi (2018)
- Departure – serie TV, 6 episodi (2019)

### Doppiatore
- Dead Space – videogioco (2008)
- Transformers: Prime – serie TV (2013)
- Transformers Prime Beast Hunters: Predacons Rising – film TV (2013)

## Doppiatori italiani
Nelle versioni in italiano delle opere in cui ha recitato, Peter Mensah è stato doppiato da:
- Massimo Bitossi in Terminator: The Sarah Connor Chronicles, Departure, Snake Eyes: G.I. Joe - Le origini, Il gladiatore II
- Paolo Marchese in Spartacus, Spartacus - Gli dei dell'arena, True Blood, Midnight, Texas
- Alessandro Ballico in Jason X - Il male non muore mai, 300, 300 - L'alba di un impero
- Riccardo Scarafoni ne L'incredibile Hulk
- Stefano Alessandroni in Sleepy Hollow
- Enrico Di Troia in Dead Space

Da doppiatore è sostituito da:
- Andrea Bolognini in Dead Space